# Asientos
Asientos község Mexikó Aguascalinetes államának keleti részén. 2010-ben lakossága kb. 45 500 fő volt, ebből mintegy 4500-an laktak a községközpontban, Real de Asientosban, a többi 41 000 lakos a község területén található 167 kisebb-nagyobb településen élt.

## Fekvése
Az Aguascalientes állam keleti határán elterülő község teljes területe a Mexikói-fennsíkhoz tartozik, de nem mindenhol síkság: tengerszint feletti magassága 2000 és 2600 méter között változik. Északi részén emelkedik az Asientos-hegység, benne a San Juan csúccsal, a község déli része viszont alacsonyabban fekszik és valóban viszonylag sík. A községközpont, Real de Asientos a terület északi nyúlványában található, a legnagyobb település, Villa Juárez pedig a közepén. Az éves csapadék nem sok (400–600 mm, időbeli eloszlása pedig egyenetlen, ezért Asientos minden vízfolyása időszakos. Közülük legjelentősebbek a Chicalote, a Zarco, az El Mezquite, a Candía, a Piedras Negras, a La Cantera és az Arroyo del Picacho, és néhány időszakos tavacska is tarkítja a felszínt. A terület nagy részét, mintegy kétharmadát növénytermesztésre használják, 22%-a bozótos (főként az északi és nyugati vidékeken) és 12%-a rét, legelő.

## Népesség
A község lakóinak száma a közelmúltban igen gyorsan növekedett, a változásokat szemlélteti az alábbi táblázat:
| Év   | Lakosság |
| ---- | -------- |
| 1990 | 32 225   |
| 1995 | 35 762   |
| 2000 | 37 763   |
| 2005 | 40 547   |
| 2010 | 45 492   |

## Települései
A községben 2010-ben 168 lakott helyet tartottak nyilván, de nagy részük igen kicsi: 79 településen 10-nél is kevesebben éltek. A jelentősebb helységek:
| Település                            | Lakosság (2010) |
| ------------------------------------ | --------------- |
| Villa Juárez                         | 4888            |
| Real de Asientos (községközpont)     | 4517            |
| Ciénega Grande                       | 3348            |
| Guadalupe de Atlas                   | 2259            |
| Lázaro Cárdenas                      | 1583            |
| Pilotos                              | 1331            |
| Bimbaletes Aguascalientes (El Álamo) | 1223            |
| Molinos                              | 1219            |
| El Tule                              | 1189            |
| Noria del Borrego (Norias)           | 1186            |
| Licenciado Adolfo López Mateos       | 1074            |
| Jarillas                             | 1041            |
| Plutarco Elías Calles                | 985             |
| San José del Río                     | 983             |
| La Dichosa                           | 961             |
| Caldera                              | 945             |